# Intelsat 22
Intelsat 22 ist ein Fernsehsatellit des International Telecommunications Satellite Consortium (Intelsat). 

## Missionsverlauf
Er wurde am 25. März 2012 von der ILS mit einer Proton-M-Trägerrakete vom Kosmodrom Baikonur aus ins All befördert. Seine Lebensdauer beträgt voraussichtlich 18 Jahre. Die Proton sollte ihn auf eine supersynchrone Umlaufbahn mit einem Perigäum von 391 km, einem Apogäum von 65.000 km und einer Inklination von 28,5° aussetzen. Von dort steuert er die geostationäre Umlaufbahn an. Intelsat 22 ersetzte Intelsat 709 auf der Position 72° Ost.

## Technik
Der von Boeing Space & Intelligence Systems auf Basis des Satellitenbus 702MP gebaute Satellit sollte mit 48 C- und 24 Ku-Band-Transpondern von seiner Position im C-Band Afrika und Asien und im Ku-Band den Europa, Ostafrika und den mittleren Osten mit Video- und Datendiensten versorgen. Als zusätzliche Nutzlast ist ein UHF-Kommunikationssystem mit 18 Transpondern für die Australian Defence Force installiert.